# Girls Want Girls
Girls Want Girls is een nummer van de Canadese rapper Drake uit 2021, in samenwerking met de Amerikaanse rapper Lil Baby. Het is de tweede single van Drake's zesde studioalbum Certified Lover Boy.
In het nummer rapt Drake dat hij zich aangetrokken voelt tot lesbiennes en dat hij probeert een lesbische vrouw te verleiden door te zeggen dat ze raakvlakken hebben, omdat ook hij van andere vrouwen houdt. Dit zegt hij in de regel: "Yeah, say that you a lesbian, girl, me too". "Girls Want Girls" werd wereldwijd een hit. Het bereikte de 8e positie in Drake's thuisland Canada, en de 2e positie in de Amerikaanse Billboard Hot 100. In het Nederlandse taalgebied had het nummer minder succes; met in Nederland een 17e positie in de Tipparade, en in de Vlaamse Ultratop 50 een 49e positie.